# Primer gobierno de Mariano Rajoy
El primer gobierno de Mariano Rajoy fue el Gobierno de España entre diciembre de 2011 y noviembre de 2016. Mariano Rajoy Brey fue investido presidente del Gobierno por el Congreso de los Diputados después de que el Partido Popular (PP) ganara por mayoría absoluta las elecciones generales de 2011 que dieron comienzo a la X legislatura de España.
El Gobierno cesó el 21 de diciembre de 2015 por la celebración de elecciones generales. Continuó en funciones durante toda la xi legislatura debido a que ningún candidato consiguió ser investido presidente del Gobierno durante la misma. El 26 de junio de 2016 se celebraron elecciones generales para la xii legislatura. El Gobierno continuó en funciones hasta el 4 de noviembre de 2016, día en que tomó posesión el Segundo Gobierno Rajoy.

## Historia
Las elecciones generales para la x legislatura de España se celebraron el 20 de noviembre de 2011. El Partido Popular (PP) obtuvo mayoría absoluta en el Congreso de los Diputados. El Congreso le otorgó su confianza a Mariano Rajoy como presidente del Gobierno en el debate de investidura del 20 de diciembre. Al día siguiente Rajoy juró ante el rey Juan Carlos I. Los ministros juraron su cargo el 22 de diciembre.
Durante la x legislatura se produjeron las siguientes remodelaciones en el Gobierno de Rajoy:
- El 24 de abril de 2014, Miguel Arias Cañete dimitió como ministro de Agricultura, Alimentación y Medio Ambiente tras ser designado como cabeza de lista del Partido Popular a las elecciones al Parlamento Europeo.[3] Le sustituyó la hasta entonces secretaria general de Agricultura y Alimentación, Isabel García Tejerina, el 28 de abril de 2014.[4]

- El 23 de septiembre de 2014, Alberto Ruiz Gallardón dimitió como ministro de Justicia tras anularse su polémico proyecto de ley sobre el aborto.[5] Le sustituyó el hasta entonces secretario de Estado de Infraestructuras, Transporte y Vivienda, Rafael Catalá Polo, el 29 de septiembre de 2014.[6] Del 23 al 29 de septiembre, Soraya Sáenz de Santamaría asumió interinamente el ministerio.[7]

- El 26 de noviembre de 2014, Ana Mato dimitió como ministra de Sanidad, Servicios Sociales e Igualdad tras ser acusada por un magistrado de instrucción de la Audiencia Nacional de percibir, como partícipe a título lucrativo, beneficios de una supuesta trama de corrupción: el caso Gürtel, en el que se vio involucrado su exmarido, el exalcalde de Pozuelo de Alarcón, Jesús Sepúlveda.[8] Le sustituyó en el cargo el hasta entonces portavoz del PP en el Congreso de los Diputados, Alfonso Alonso, el 3 de diciembre de 2014.[9] Del 26 de noviembre al 3 de diciembre, Soraya Sáenz de Santamaría asumió interinamente el ministerio.[10]

- El 24 de junio de 2015, José Ignacio Wert cesó como ministro de Educación, Cultura y Deportes.[11] Le sustituyó el hasta entonces secretario de Estado para la Unión Europea, Íñigo Méndez de Vigo, el 26 de junio de 2015.[12]

El 21 de diciembre de 2015, día posterior a las elecciones generales de 2015, los miembros del Gobierno quedaron cesados. El primer Gobierno de Rajoy fue el primer Gobierno que tuvo que hacer frente a las dimisiones de varios ministros mientras el Gobierno se encontraba en funciones, es decir, que ya había sido cesado de sus funciones y solo podía dedicarse al despacho ordinario de los asuntos públicos. La Constitución no permite que un Gobierno en funciones nombre nuevos ministros. Así, los ministerios que quedaron vacantes fueron asumidos por otros ministros, pero permaneciendo oficialmente vacante el puesto hasta la formación de un nuevo Gobierno. Las remodelaciones del primer Gobierno de Rajoy durante la xi y xii legislatura fueron las siguientes:
- El 15 de abril de 2016, el ministro de Industria, Energía y Turismo en funciones, José Manuel Soria, presentó su renuncia a causa de su involucración en los papeles de Panamá. El ministro de Economía y Competitividad en funciones, Luis de Guindos, asumió el ministerio de Industria.[15]

- El 19 de julio de 2016, la ministra de Fomento en funciones Ana Pastor, asumió la presidencia del Congreso de los Diputados y, como consecuencia de ello, tuvo que dejar su cargo en el Gobierno. El ministro de Justicia en funciones, Rafael Catalá, asumió el ministerio de Fomento.[16]

- El 16 de agosto de 2016, el ministro de Sanidad, Asuntos Sociales e Igualdad en funciones Alfonso Alonso, dimitió de su cargo tras ser nombrado candidato del PP en las elecciones vascas. La ministra de Empleo y Seguridad Social en funciones, Fátima Báñez, asumió el ministerio de Sanidad.[17]

El Gobierno se mantuvo en funciones hasta el 4 de noviembre de 2016, día de la toma de posesión de los ministros del segundo Gobierno de Rajoy.

## Composición
| ← Primer Gobierno de Mariano Rajoy → 21 de diciembre de 2011-4 de noviembre de 2016  |                                                                           |                                                                                       |                 |
| Partido político                                                                     |                                                                           | Partido Popular                                                                       | Partido Popular |
| Partido político                                                                     | Independiente                                                             |                                                                                       |                 |
| Cargo                                                                                | Titular                                                                   | Titular                                                                               | Titular         |
| Presidente                                                                           |                                                                           | Mariano Rajoy Brey 21 de diciembre de 2011-28 de octubre de 2016                      |                 |
| Vicepresidenta Presidencia Secretaria del Consejo de Ministros Portavoz del Gobierno |                                                                           | María Soraya Sáenz de Santamaría Antón 22 de diciembre de 2011-4 de noviembre de 2016 |                 |
| Asuntos Exteriores y de Cooperación                                                  |                                                                           | José Manuel García-Margallo y Marfil 22 de diciembre de 2011-4 de noviembre de 2016   |                 |
| Justicia Notario Mayor del Reino                                                     |                                                                           | Alberto Ruiz-Gallardón Jiménez 22 de diciembre de 2011-23 de septiembre de 2014       |                 |
| Justicia Notario Mayor del Reino                                                     | Rafael Catalá Polo 29 de septiembre de 2014-4 de noviembre de 2016        |                                                                                       |                 |
| Defensa                                                                              |                                                                           | Pedro de Morenés y Álvarez de Eulate 22 de diciembre de 2011-4 de noviembre de 2016   |                 |
| Hacienda y Administraciones Públicas                                                 |                                                                           | Cristóbal Ricardo Montoro Romero 22 de diciembre de 2011-4 de noviembre de 2016       |                 |
| Interior                                                                             |                                                                           | Jorge Fernández Díaz 22 de diciembre de 2011-4 de noviembre de 2016                   |                 |
| Fomento                                                                              |                                                                           | Ana María Pastor Julián 22 de diciembre de 2011-19 de julio de 2016                   |                 |
| Educación, Cultura y Deporte                                                         |                                                                           | José Ignacio Wert Ortega 22 de diciembre de 2011-26 de junio de 2015                  |                 |
| Educación, Cultura y Deporte                                                         | Íñigo Méndez de Vigo y Montojo 26 de junio de 2015-4 de noviembre de 2016 |                                                                                       |                 |
| Empleo y Seguridad Social                                                            |                                                                           | María Fátima Báñez García 22 de diciembre de 2011-4 de noviembre de 2016              |                 |
| Industria, Energía y Turismo                                                         |                                                                           | José Manuel Soria López 22 de diciembre de 2011-15 de abril de 2016                   |                 |
| Agricultura, Alimentación y Medio Ambiente                                           |                                                                           | Miguel Arias Cañete 22 de diciembre de 2011-28 de abril de 2014                       |                 |
| Agricultura, Alimentación y Medio Ambiente                                           | Isabel García Tejerina 28 de abril de 2014-4 de noviembre de 2016         |                                                                                       |                 |
| Sanidad, Servicios Sociales e Igualdad                                               |                                                                           | Ana Mato Adrover 22 de diciembre de 2011-26 de noviembre de 2014                      |                 |
| Sanidad, Servicios Sociales e Igualdad                                               | Alfonso Alonso Aranegui 3 de diciembre de 2014-16 de agosto de 2016       |                                                                                       |                 |
| Economía y Competitividad                                                            |                                                                           | Luis de Guindos Jurado 22 de diciembre de 2011-4 de noviembre de 2016                 |                 |

## Procedencia geográfica
| Comunidad autónoma                | Cargo                                      | Titular                                |
| --------------------------------- | ------------------------------------------ | -------------------------------------- |
| Andalucía                         | Hacienda y Administraciones Públicas       | Cristóbal Ricardo Montoro Romero       |
| Andalucía                         | Empleo y Seguridad Social                  | María Fátima Báñez García              |
| Aragón                            | -                                          | -                                      |
| Principado de Asturias            | -                                          | -                                      |
| Cantabria                         | -                                          | -                                      |
| Castilla y León                   | Vicepresidenta, Presidencia y Portavoz     | María Soraya Sáenz de Santamaría Antón |
| Castilla y León                   | Fomento                                    | Ana María Pastor Julián                |
| Castilla y León                   | Agricultura, Alimentación y Medio Ambiente | Isabel García Tejerina                 |
| Castilla-La Mancha                | -                                          | -                                      |
| Cataluña                          | Interior                                   | Jorge Fernández Díaz                   |
| Extremadura                       | -                                          | -                                      |
| Galicia                           | Presidente                                 | Mariano Rajoy Brey                     |
| Islas Baleares                    |                                            |                                        |
| Canarias                          | Industria, Energía y Turismo               | José Manuel Soria López                |
| La Rioja                          |                                            |                                        |
| Comunidad de Madrid               | Asuntos Exteriores y de Cooperación        | José Manuel García-Margallo y Marfil   |
| Comunidad de Madrid               | Justicia                                   | Rafael Catalá Polo                     |
| Comunidad de Madrid               | Economía y Competitividad                  | Luis de Guindos Jurado                 |
| Región de Murcia                  | -                                          | -                                      |
| Navarra                           | -                                          | -                                      |
| País Vasco                        | Defensa                                    | Pedro de Morenés y Álvarez de Eulate   |
| País Vasco                        | Sanidad, Servicios Sociales e Igualdad     | Alfonso Alonso Aranegui                |
| Protectorado Español de Marruecos | Educación, Cultura y Deporte               | Íñigo Méndez de Vigo y Montojo         |
| Comunidad Valenciana              | -                                          | -                                      |
| Ceuta                             | -                                          | -                                      |
| Melilla                           | -                                          | -                                      |

## Medidas

### «Amnistía fiscal»
En el año 2012, el Gobierno de Mariano Rajoy aprobó una medida ampliamente conocida como «amnistía fiscal», mediante la cual se permitió regularizar capitales no declarados con un coste fiscal reducido. Esta decisión se adoptó en un contexto de la crisis económica de 2008-2014, con el objetivo declarado de aflorar dinero oculto y aumentar la recaudación tributaria.
Permitía a personas físicas y jurídicas con bienes y rentas no declaradas —incluso en efectivo o en paraísos fiscales— regularizar su situación ante la Agencia Tributaria mediante el pago de un tipo fijo del 10 %, sin necesidad de afrontar sanciones, recargos ni intereses de demora, y sobre todo, sin que se les pudiera exigir responsabilidad penal por delitos fiscales. Con el tiempo, y debido a la manera en que se aplicó la normativa, el coste fiscal efectivo para los acogidos a esta medida fue incluso inferior al 3 %, ya que sólo se exigía tributar sobre rentas no prescritas (los últimos cuatro años), lo que redujo aún más la carga tributaria.
Esta medida fue duramente criticada desde múltiples sectores, especialmente por el hecho de que no excluía a contribuyentes que estuvieran siendo investigados o procesados por fraude fiscal o delitos económicos. Esto hizo posible que personas vinculadas a casos de corrupción se beneficiaran también de esta amnistía. Técnicos del Ministerio de Hacienda (Gestha) y grupos de la oposición, como el PSOE y Ciudadanos (CS), denunciaron que se trataba de una forma encubierta de perdonar el fraude y que generaba un grave agravio comparativo con respecto a los contribuyentes que cumplían con sus obligaciones fiscales regularmente.
El Ejecutivo estimaba que podrían aflorarse hasta 25 000 millones de euros ocultos y que se recaudarían alrededor de 2500 millones de euros. Sin embargo, los resultados estuvieron muy por debajo de esas previsiones: según los datos oficiales, se presentaron más de 31 000 declaraciones y se recaudaron aproximadamente 1200 millones de euros. Diversos informes posteriores de expertos y organismos independientes estimaron que, de haberse aplicado los procedimientos habituales con intereses, recargos y sanciones, el Estado podría haber recaudado entre 5500 y 7300 millones de euros más de lo que ingresó finalmente con esta amnistía.
Cinco años después de su implementación, la amnistía fiscal fue anulada por el Tribunal Constitucional. En una sentencia del 8 de junio de 2017, el Tribunal declaró la medida inconstitucional por unanimidad, al considerar que el Gobierno no podía alterar sustancialmente el deber de contribuir al sostenimiento de los gastos públicos mediante un decreto-ley, ya que esa función corresponde exclusivamente al Parlamento. El Constitucional afirmó que esta medida vulneraba el principio de justicia tributaria consagrado en la Constitución Española de 1978, al permitir una regularización fiscal excepcional que favorecía a quienes habían ocultado rentas al fisco. A pesar de la declaración de inconstitucionalidad, el Tribunal Constitucional no anuló los efectos prácticos de la medida ni obligó a devolver lo regularizado, alegando razones de seguridad jurídica. Esto implicó que los contribuyentes que se beneficiaron de la amnistía no perdieron su situación regularizada, lo que provocó aún más polémica.

### Reforma laboral
Uno de los ejes centrales de la reforma laboral de 2012, llevaba a cabo por el primer Gobierno de Mariano Rajoy, fue la facilitación del despido, tanto desde el punto de vista económico como procedimental, que fue justificada en el contexto de la Gran Recesión, con una tasa de desempleo cercana al 25 % y más del 50 % en el caso de los jóvenes. Se redujo la indemnización por despido improcedente de 45 a 33 días por año trabajado, con un máximo de 24 mensualidades frente a las 42 anteriores. Además, se amplió la definición de causas económicas, técnicas, organizativas o de producción que justificaban un despido objetivo, lo que permitió a las empresas aplicar despidos colectivos sin la necesidad de autorización administrativa previa, lo cual fue un cambio radical respecto al marco anterior. Introdujo el «contrato de apoyo a emprendedores», dirigido a empresas de menos de 50 trabajadores. Este tipo de contrato incluía un período de prueba de un año, durante el cual el trabajador podía ser despedido sin indemnización. Otro de sus medidas fue la de dar prioridad a los convenios de empresa sobre los sectoriales, lo que buscaba dotar de mayor autonomía a las empresas para adaptar sus condiciones laborales a sus circunstancias particulares.

### Subida de impuestos
El gobierno de Mariano Rajoy decidió aumentar el IVA del 18 % al 21 % (y del tipo reducido del 8 % al 10 %) en julio de 2012, que entró en vigor el 1 de septiembre de ese año, en contra de lo que había prometido durante la campaña electoral de 2011. Este aumento del IVA fue parte de un paquete de medidas de austeridad adoptadas para hacer frente a la crisis económica y al déficit fiscal del país.
Durante toda la campaña de las elecciones generales de noviembre de 2011, y también en su discurso de investidura, Rajoy y el Partido Popular aseguraron repetidamente que no subirían los impuestos. Por ejemplo, en entrevistas y mitines se declaró con claridad: «Yo no voy a subir los impuestos, no». En un mitin en marzo de 2010 afirmó: «¡El IVA no se subirá!».
El gobierno justificó la medida, junto a otros ajustes fiscales y recortes en el gasto público, como necesaria para reducir el déficit público y cumplir con los compromisos con la Unión Europea, que exigía a España una reducción del déficit a niveles sostenibles. Este giro en la política fiscal generó fuertes críticas tanto de la oposición como de muchos ciudadanos.

### Recortes en educación, sanidad y dependencia
En diciembre de 2011, el Gobierno aprobó un recorte de 8900 millones de euros, el mayor en la historia de la democracia española en una sola medida. Entre 2012 y 2017, el Gobierno redujo el gasto público en aproximadamente 25 000 millones de euros, superando incluso los recortes realizados por Donald Trump en Estados Unidos. Entre 2012 y 2017, el gasto público disminuyó del 45,2 % al 39,7 % del PIB, afectando especialmente a áreas como sanidad y educación. En términos absolutos, el gasto de las administraciones públicas pasó de 500 177 millones de euros en 2012 a 478 126 millones en 2017, lo que representa una disminución del 7,11 %.
Durante los seis años y medio de Rajoy, el presupuesto destinado a Educación en España se redujo en 33 350 millones de euros, lo que representó una disminución significativa en la inversión en este sector. Aunque el gasto en sanidad aumentó en términos absolutos en 2014, en comparación con 2011, se produjo una disminución porcentual del 8,5 %. La oposición denunció que, entre 2012 y 2013, el Gobierno redujo los fondos destinados al Sistema de Dependencia en más de un 30 %, lo que resultó en la pérdida de atención para miles de personas dependientes.

### Congelación de las pensiones y recorte de los salarios de los funcionarios
En diciembre de 2013, el gobierno aprobó una reforma que establecía un incremento mínimo del 0,25 % anual para las pensiones, independientemente del IPC. En 2017, por ejemplo, el IPC fue del 2 %, lo que implicó una pérdida de poder adquisitivo para los pensionistas.
Desde 2010, los funcionarios experimentaron una reducción salarial del 5 % y una congelación de sus sueldos durante varios años consecutivos. En 2013, el gobierno anunció que los salarios seguirían congelados por quinto año consecutivo. En julio de 2012, el presidente Mariano Rajoy anunció la suspensión de la segunda paga extraordinaria, la de Navidad, para los funcionarios y altos cargos. Esta medida fue adoptada como parte de un paquete de recortes destinados a reducir el déficit público. En 2015, el gobierno comenzó a devolver parte de la paga extra suprimida en 2012. Se abonó un 25 % en enero y otro 50 % en octubre de 2015, quedando un 25 % pendiente para su devolución en 2016. Sin embargo, esta recuperación no fue uniforme en todas las administraciones, ya que algunas comunidades autónomas, como la Generalitat de Cataluña, decidieron no abonar la parte correspondiente.

### Reducción de la prestación por desempleo
En julio de 2012, Rajoy anunció una reforma por la que, para los nuevos perceptores de la prestación contributiva por desempleo, a partir del sexto mes la cuantía de la prestación pasaría del 60 % al 50 % de la base reguladora, mientras que en los primeros seis meses se mantenía el 70 %. La duración máxima (24 meses) y el periodo mínimo de cotización exigido se mantuvieron sin cambios. Rajoy justificó la medida para «animar la búsqueda activa de empleo».
La tasa de cobertura, es decir, el porcentaje de parados con derecho a prestación o subsidio, cayó más de diez puntos, del 66 % en 2011 al 53 % en 2018, lo que implicó que muchos parados en España no cobraban la ayuda económica. El gasto total en desempleo se redujo en unos 42 % desde 2011 hasta 2017, en parte porque muchos desempleados agotaron sus prestaciones.

### Autopistas
El gobierno de Mariano Rajoy prorrogó en el año 2000 la concesión privada de peaje de la autopista AP‑6, en el tramo Collado Villalba‑Villacastín‑Adanero, así como de sus ramales AP‑51 y AP‑61, hasta un máximo de 37 años, después de que originalmente venciera en 2018, año en el que debería haber revertido al Estado y ser liberada del peaje.